# Óscar Freire
Pour les articles homonymes, voir Freire.
Freire  Gómez est un nom espagnol. Le premier nom de famille, en général paternel, est Freire ; le second, en général maternel, souvent omis, est Gómez.
Óscar Freire Gómez, né le 15 février 1976 à Torrelavega (Cantabrie), est un cycliste espagnol, spécialiste des sprints, professionnel de 1998 à 2012. Avec ses trois titres mondiaux, il co-détient le record de titres de champions du monde aux côtés d'Alfredo Binda, Rik Van Steenbergen, Eddy Merckx et Peter Sagan.
Il a remporté plus de 70 courses dans sa carrière, dont quatre étapes du Tour de France et sept du Tour d'Espagne. Il a également remporté le maillot vert du Tour de France 2008. Mais Freire s'illustre surtout sur les grandes courses d'un jour. Révélé au grand public à l'occasion de sa victoire, à la surprise générale, au championnat du monde sur route 1999 à Vérone, il a fait de cette épreuve sa course favorite, la remportant deux autres fois, en 2001 à Lisbonne et à nouveau à Vérone en 2004. Il a par ailleurs notamment gagné trois fois Milan-San Remo, et une fois la Vattenfall Cyclassics, Gand-Wevelgem et Paris-Tours. 
Comptant parmi les plus grands sprinteurs de sa génération, capable de s'illustrer aussi sur des terrains plus difficiles, sa carrière a cependant été marquée par des soucis de santé importants, qui lui valurent de longues périodes d'arrêt.

## Biographie

### Jeunesse et carrière amateur
Óscar Freire naît le 15 février 1976 à Torrelavega, en Cantabrie Il commence le cyclisme à l'âge de neuf ans, après avoir accompagné son frère aîné lors d'une promenade à vélo.

### 1998-1999: Vitalicio Seguros, le premier titre
Vice-champion du monde espoirs en 1997, Óscar Freire passe professionnel en 1998 dans l'équipe espagnole Vitalicio Seguros. Dès sa première saison, il s'affirme comme un sprinteur prometteur, remportant d'emblée sa première victoire, la 1re étape du Tour de Castille-et-León, et prenant la 11e place de Paris-Tours. Il s'illustre aussi sur plusieurs courses d'un jour espagnoles, terminant sur le podium de la Clásica de Almería, du Circuit de Getxo, et surtout du championnat d'Espagne sur route. 
Sa saison 1999 est marquée par une blessure au tendon du genou droit, et il ne court que 11 jours de février à septembre. Sur ces rares jours de course, il ne remporte aucune victoire importante, prenant seulement la deuxième place du Trofeo Luis Ocaña (es). Il est tout de même sélectionné au sein de l'équipe d'Espagne pour le championnat du monde sur route à Vérone, après la défection de plusieurs coureurs. Alors qu'il semble devoir jouer un rôle d'équipier, il se trouve dans le groupe de 9 coureurs qui se dispute la victoire, et profite du marquage des favoris pour les surprendre par une attaque aux 500 m et remporter la course à la surprise générale. Freire offre alors sa prime de victoire à sa grand-mère, à qui il achète un ascenseur,.

### 2000-2002: Mapei, le deuxième titre

#### 2000
Pour la saison 2000, Freire rejoint l'équipe Mapei, alors classée meilleure équipe mondiale depuis 1994. Il prouve rapidement qu'il est bien à 24 ans un des meilleurs sprinteurs au monde. Dès le début de saison, il remporte le Trofeo Mallorca et une étape du Tour de la Communauté valencienne, et prend la deuxième place du Trofeo Luis Puig derrière Erik Zabel. Sur Tirreno-Adriatico, la principale course de préparation à Milan-San Remo, il remporte la 1re étape, porte une journée le maillot de leader, puis gagne la 6e étape. Quelques jours plus tard, il termine au sprint troisième de Milan-San Remo, son premier podium sur une grande classique.
Après avoir remporté au sprint deux nouvelles étapes du Tour d'Aragon en avril, Freire s'emploie à prouver qu'il n'est pas qu'un sprinteur. Sa victoire aux championnats du monde le laissait pressentir : il est aussi redoutable sur les courses d'un jour plus vallonnées. Il prend ainsi la 9e place de l'Amstel Gold Race, puis la 5e sur la Classique de Saint-Sébastien, qui se termine au sprint malgré le relief, et termine enfin sixième du Championnat de Zurich, au sein d'un groupe de grimpeurs renommés. Il participe également à son premier grand tour, le Tour d'Espagne, dont il remporte la 2e et la 4e étapes au sprint avant d'abandonner. En fin de saison, il perd son titre de champion du monde à Plouay face à Romāns Vainšteins, mais prend tout de même la troisième place. Il confirme ses prédispositions pour les classiques en prenant la 13e place du difficile Tour de Lombardie, puis termine deuxième de l'Escalade de Montjuïc, dont il remporte l'étape en ligne. Freire termine ainsi la saison avec dix victoires, dont plusieurs prestigieuses, s'affirmant comme un grand sprinteur. Il termine ainsi 11e du classement UCI. Sa remarquable régularité dans les classiques, sur tous les terrains, lui vaut en outre la 7e place de la Coupe du monde.

#### 2001

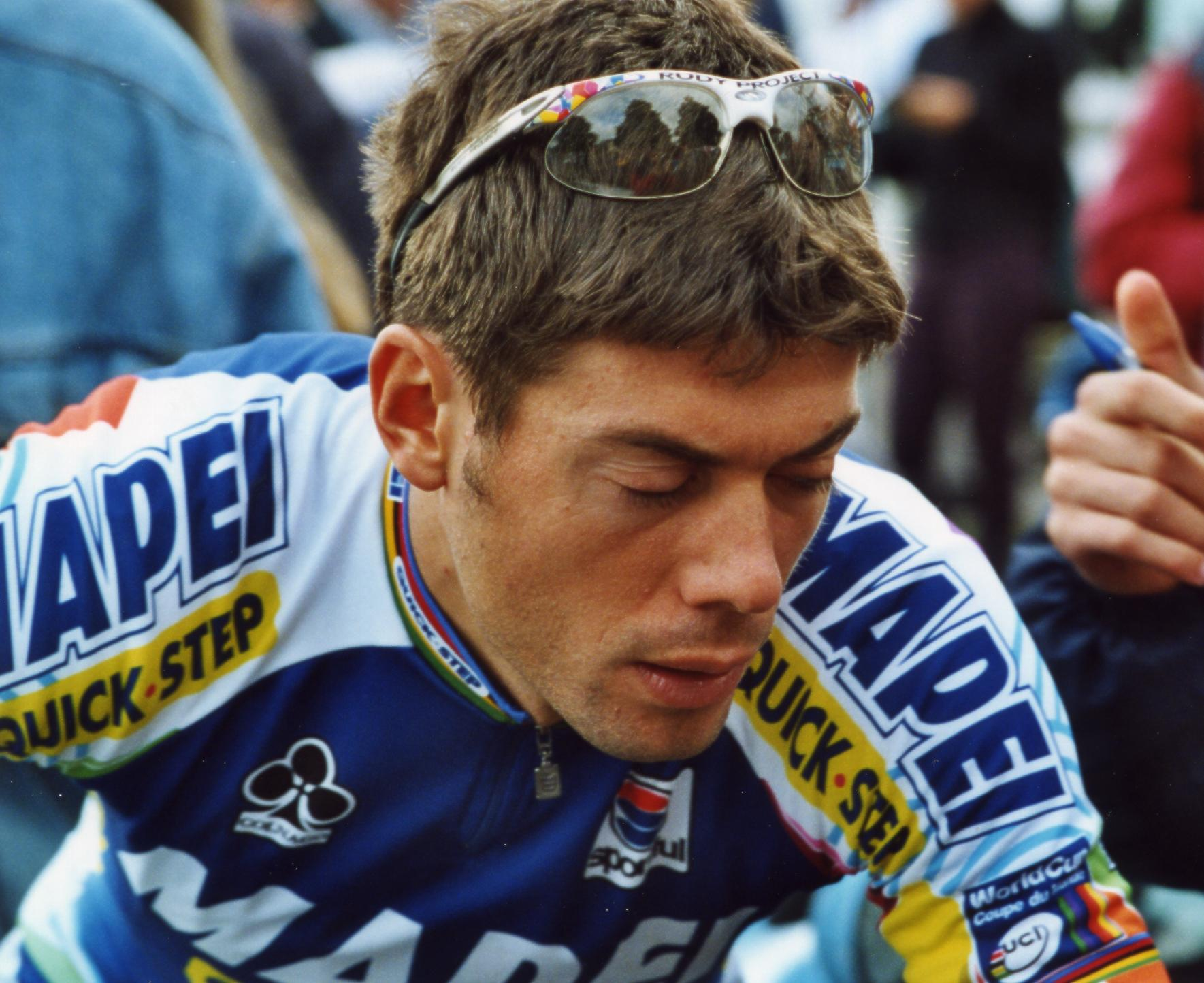
Óscar Freire à Paris-Tours 2001

En 2001, Freire est confronté à d'importants problèmes de dos, qui l'empêchent de courir toute la première partie de la saison. Début juin, il remporte une étape du Tour d'Allemagne, mais est ensuite hospitalisé pour un problème viral. Il ne reprend la compétition qu'en août, où il remporte une étape du Tour de Burgos. Il doit ensuite abandonner le Tour d'Espagne, sur lequel il est dominé dans les sprints par Erik Zabel. Cependant, Óscar Freire sauve une saison décevante en seulement deux semaines. Le 9 octobre, il termine deuxième de la classique Paris-Tours, remportant le sprint du peloton à deux secondes de l'échappé, le Français Richard Virenque. Puis le 14, il remporte au sprint à Lisbonne son deuxième titre de champion du monde sur route, à seulement 25 ans.

#### 2002
La saison 2002 de Freire commence sous les meilleurs auspices. Il remporte dès le début février le Trofeo Manacor et le Trofeo Cala Millor. Sur Tirreno-Adriatico, il s'illustre peu au sprint, mais réussit un bon contre la montre, et termine troisième du classement final, ce qui en fait un des favoris de Milan-San Remo, dont il n'obtient finalement que la cinquième place. Au cours des classiques du mois d'avril, il confirme ses qualités de puncheur. Il prend la cinquième place de l'Amstel Gold Race en remportant le sprint du groupe des poursuivants, puis termine quatrième du Grand Prix de Francfort. En juillet, il participe à son premier Tour de France. Il remporte la 3e étape, une des rares à s'être disputées au sprint, avant d'abandonner au pied des Pyrénées. Dans la foulée, il termine 11e de la Classique de Saint-Sébastien, mais déçoit ensuite sur le Tour d'Espagne, qu'il abandonne. Malgré cette saison moins fructueuse, il termine 9e de la Coupe du monde. 

### 2003-2011: Rabobank, le troisième titre

#### 2003
En 2003, Freire s'engage dans l'équipe néerlandaise Rabobank. Il réalise à nouveau un très bon début de saison, remportant les deux premières étapes du Tour de la Communauté valencienne avant de céder le maillot de leader à l'Espagnol Javier Pascual Llorente. Il remporte également la dernière étape de Tirreno-Adriatico, mais échoue une nouvelle fois sur un Milan-San Remo dévolu aux puncheurs et remporté par Paolo Bettini. Freire prend la septième place. Il court pour la première fois la totalité de la campagne de classiques, de Milan-San Remo à Liège-Bastogne-Liège, et prend notamment la deuxième place de la Flèche brabançonne derrière son coéquipier Michael Boogerd. Il termine également 14e de l'Amstel Gold Race et quatrième du Grand Prix de Francfort. Il reprend la compétition en juin, et remporte la 5e étape du Tour de Catalogne avant de participer à son deuxième Tour de France. Pour la première fois de sa carrière, il termine un grand tour, à la 96e place, mais il déçoit dans les sprints, nettement dominé par Alessandro Petacchi notamment. Il n'est que 14e du classement par points. Sa saison se poursuit en demi-teinte, mais Freire remporte les deux premières étapes du Tour de la province de Lucques, et en remporte le classement final en l'ayant dominé de bout en bout. Deux semaines plus tard, il prend la neuvième place de sa course favorite, le championnat du monde sur route.

#### 2004

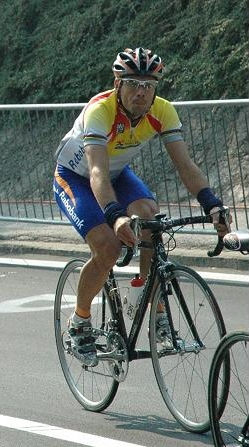
Freire en 2004

Le début de saison espagnol d'Óscar Freire en 2004 est de bon augure. À Majorque, il remporte le Trofeo Alcudia et termine sur le podium du Trofeo Mallorca et du Trofeo Soller. Il s'illustre également dans les sprints de la Ruta del Sol, puis gagne le Trofeo Luis Puig pour la deuxième fois. Sur Tirreno-Adriatico, il est dominé par les meilleurs sprinteurs lors des deux premières étapes, mais profite d'un profil plus difficile pour remporter la 3e étape, et s'emparer du maillot de leader. Il le perd le lendemain au profit de Paolo Bettini, mais termine tout de même à la deuxième place finale. À nouveau parmi les grands favoris de Milan-San Remo, il ne laisse pas passer sa chance. Il profite de ce qu'Erik Zabel lève les bras trop tôt pour lui prendre la victoire sur la ligne pour trois centimètres,. Le double champion du monde remporte ainsi sa première grande classique. 
Au mois d'avril, il termine 14e de l'Amstel Gold Race et de Liège-Bastogne-Liège. En août, il se montre à nouveau à son avantage sur les classiques de la Coupe du monde, terminant quatrième de la HEW Cyclassics, 11e de la Classique de Saint-Sébastien et 9e du Championnat de Zurich. Freire participe alors une nouvelle fois au Tour d'Espagne. Malgré la présence d'Erik Zabel et Alessandro Petacchi, qui le devancent à plusieurs reprises, il parvient à remporter la 6e étape à Castellón de la Plana. Enfin, le 3 octobre 2004 à Vérone, sur le circuit où il a remporté son premier titre en 1999, Freire est sacré pour la troisième fois champion du monde sur route, égalant le record d'Alfredo Binda, de Rik Van Steenbergen et d'Eddy Merckx. Il profite du travail de trois coéquipiers espagnols dans son groupe, et notamment d'Alejandro Valverde, qui sacrifie ses chances pour Freire jusqu'à 100 m de la ligne d'arrivée, pour l'emporter,. À 28 ans, il devient le plus jeune triple champion du monde de l'histoire. 
Quelques jours plus tard, Freire parachève sa saison en terminant troisième de Paris-Tours, battu comme en 2001 par un échappé solitaire, Erik Dekker. Cette saison, marquée par cinq victoires dont le doublé championnat du monde - Milan-San Remo, est la plus aboutie d'Óscar Freire. Il termine cinquième du classement UCI, et troisième de la Coupe du monde.

#### 2005
La troisième saison de Freire en arc-en-ciel commence aussi bien que les précédentes. Vainqueur du Trofeo Alcudia et du Trofeo Mallorca, puis troisième du Trofeo Luis Puig, il s'illustre à nouveau sur Tirreno-Adriatico. Il y remporte la 2e étape, s'empare du maillot de leader, puis s'adjuge consécutivement la 3e puis la 4e étape. Malgré les efforts d'Alessandro Petacchi, vainqueur lui aussi de trois étapes, il remporte ce Tirreno-Adriatico avec 9 s d'avance sur l'Italien, ainsi que le classement par points. Freire est ainsi le favori à sa propre succession sur Milan-San Remo, mais il ne prend que la cinquième place d'une course remportée par Alessandro Petacchi. Freire réalise néanmoins cette année-là ses meilleures classiques du nord. Il remporte la Flèche brabançonne, puis termine 10e de l'Amstel Gold Race, au sein du groupe des favoris, et 5e de la Flèche wallonne, à seulement 4 s du vainqueur, Danilo Di Luca. Cependant, après ce beau printemps, Freire est à nouveau victime d'une blessure à la selle qui l'empêche de monter sur son vélo, et le contraint à subir une opération. Il doit mettre fin prématurément à sa saison,.

#### 2006
En 2006, Freire, encore diminué par ses blessures, ne fait son retour que sur Tirreno-Adriatico. Il remporte une étape et porte deux jours le maillot de leader, puis l'abandonne au futur vainqueur, son coéquipier Thomas Dekker. Il termine ensuite sixième de Milan-San Remo, puis remporte pour la deuxième fois la Flèche brabançonne grâce au concours de son équipier, Juan Antonio Flecha. Il gagne également la 4e étape du Tour du Pays basque, mais déçoit sur les classiques ardennaises, seulement 17e de l'Amstel Gold Race. Reprenant la compétition au Tour de Suisse, il y remporte la 7e étape, puis participe à son troisième Tour de France. Il y remporte au sprint la 5e étape, à Caen, et la 9e à Dax. Il termine également sur le podium de deux autres étapes, dont la 12e, où il est échappé en compagnie de Yaroslav Popovych, Alessandro Ballan et Christophe Le Mével. Alors qu'il est deuxième du classement par points, il souffre de douleurs aux vertèbres cervicales et abandonne dans la 18e étape. La semaine suivante, il remporte une des rares classiques dévolues aux sprinteurs, la Vatenfall Cyclassics. Sa fin de saison est marquée par des douleurs aux vertèbres persistantes, qui l'empêchent de reprendre la compétition pour les championnats du monde pour la deuxième année consécutive après son titre en 2004. C'est finalement en prenant du repos sans traitement particulier qu'il peut mettre fin à ses douleurs.

#### 2007
Dès le début de la saison 2007, Freire remporte pour la troisième fois le Trofeo Mallorca puis la 2e étape du Tour d'Andalousie. Alors qu'il occupe la deuxième place de cette course à 1 s de Dario David Cioni, Freire remporte la dernière étape avec 2 s d'avance et gagne ainsi ce Tour d'Andalousie. Alors qu'il semble moins à l'aise sur Tirreno-Adriatico, dont il ne remporte aucune étape pour la première fois depuis 2002, il crée la surprise en remportant pour la deuxième fois Milan-San Remo. Il réalise alors une remarquable campagne de classiques : troisième victoire consécutive sur la Flèche brabançonne, troisième place au sprint sur Gand-Wevelgem, 8e de l'Amstel Gold Race et 11e de la Flèche wallonne. 
En juillet, il réalise plusieurs bons sprints sur le Tour de France, terminant sur le podium de trois des six premières étapes, mais abandonne dès la première étape alpestre. Il ne parvient pas à conserver son titre sur la Vattenfall Cyclassics, terminant deuxième derrière Alessandro Ballan, mais il remporte trois étapes du Tour d'Espagne, portant même deux jours le maillot amarillo. Il abandonne dans les Pyrénées alors qu'il porte depuis une semaine le maillot de leader du classement par points. Il termine ensuite 13e des championnats du monde, puis échoue une nouvelle fois sur Paris-Tours, obtenant un troisième podium derrière Alessandro Petacchi et Francesco Chicchi. 

#### 2008

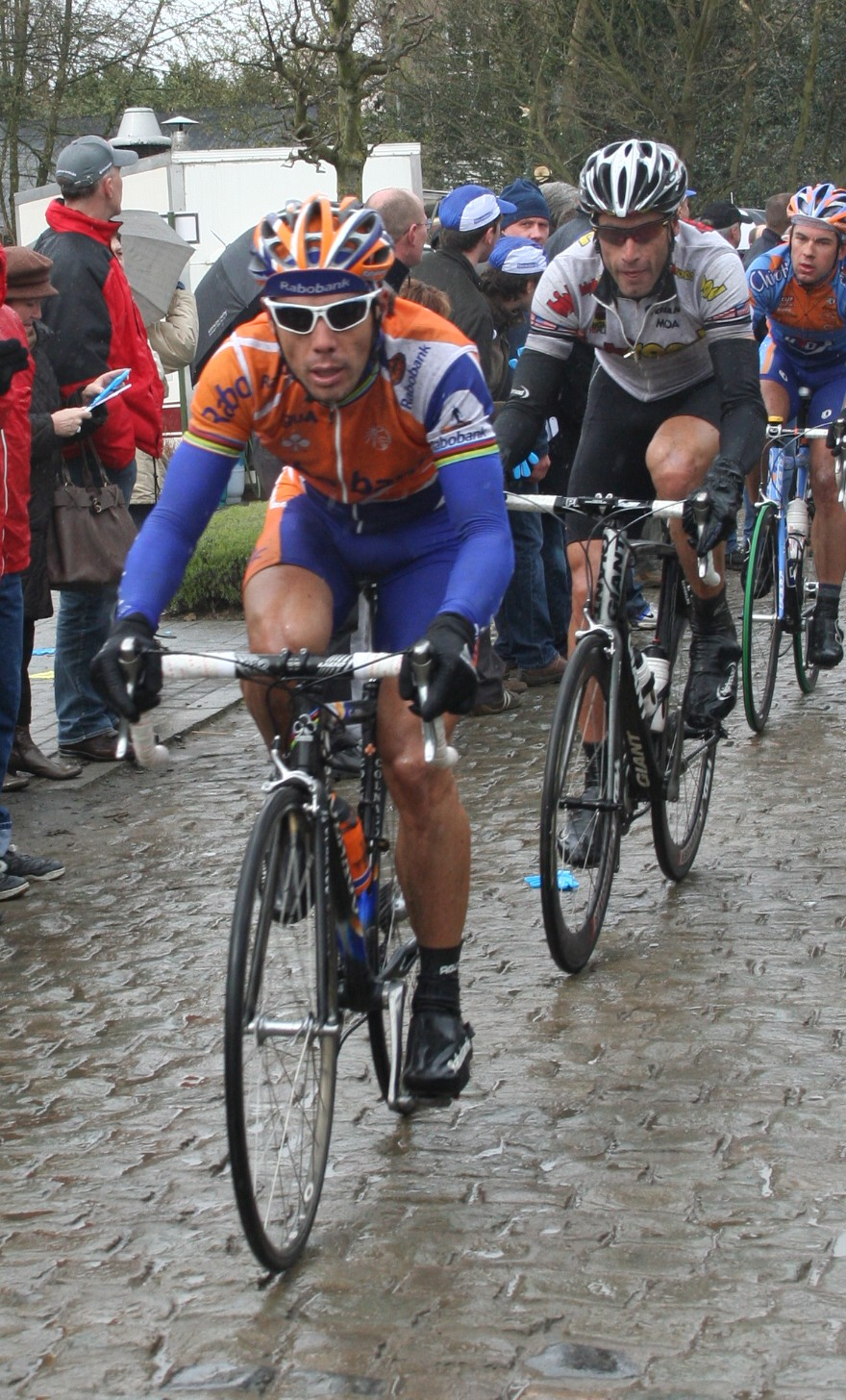
Freire au Tour des Flandres 2008

Contrairement à son habitude, Óscar Freire commence sa saison 2008 au Tour de Californie. De retour en Espagne, il termine deuxième de la Clásica de Almería derrière Juan José Haedo, puis remporte trois étapes et le classement par points de Tirreno-Adriatico. Il termine alors huitième de Milan-San Remo, y obtenant sa huitième place dans les dix premiers, la septième consécutive, puis s'illustre sur les courses pavées. Il se montre à son avantage dans le Tour des Flandres, puis remporte au sprint Gand-Wevelgem, une des rares classiques à sa portée manquant à son palmarès. Il termine également 11e de Liège-Bastogne-Liège, son meilleur résultat sur cette course. 
En juin, il remporte la 1re étape du Tour de Suisse, dont il porte le maillot de leader, avant d'être battu deux fois au sprint par Robbie McEwen. Sur le Tour de France, il obtient plusieurs places d'honneur, et s'empare de maillot vert lors de la 8e, puis à partir de la 10e étape. Il est cependant manifestement moins rapide que Mark Cavendish, et doit attendre la 14e étape, au cours de laquelle le britannique est distancé, pour l'emporter à Digne-les-Bains. Il prend alors une avance décisive dans la conquête du maillot vert, qu'il remporte à Paris. Il termine ainsi son deuxième grand tour, à la 67e place. Sur le Tour d'Espagne, il remporte la 11e étape à Burgos, mais abandonne deux jours plus tard. Il n'a ainsi jamais terminé le Tour d'Espagne en six participations. Pour autant, il ne pèse ni sur le championnat du monde, malgré des ambitions affirmées, ni sur Paris-Tours, qui profite à un groupe d'échappés, en fin de saison.

#### 2009
Freire commence 2009 avec des ambitions pour Milan-San Remo, le Tour de France et surtout les championnats du monde. Mais victime d'une chute sur la 2e étape du Tour de Californie, Freire se casse deux côtes et ne peut participer à Milan-San Remo, pour la première fois depuis 2001. Il reprend la compétition au Tour du Pays basque.
En mai, Freire remporte 2 étapes du Tour de Romandie.

#### 2010-2011
Le 20 mars 2010, Óscar Freire remporte le Milan-San Remo pour la troisième fois de sa carrière. Il devance au sprint le Belge Tom Boonen et l'Italien Alessandro Petacchi.
Il annonce en début de saison qu'il prendra le départ de son premier Tour d'Italie mais déclare forfait à quelques jours du départ à cause d'une allergie. Il est remplacé à la dernière minute par son jeune coéquipier Steven Kruijswijk. En fin de saison, alors qu'il vise une quatrième victoire sur cette épreuve, il termine sixième du championnat du monde sur route et remporte la semaine suivante Paris-Tours, devenant ainsi le premier Espagnol à remporter la classique des feuilles mortes.
Sur blessures, sa saison 2011 est plus en retrait.

### 2012: fin de carrière chez Katusha
Óscar Freire est pris dans une chute collective lors de la 6e étape du Tour de France. Il se fracture trois côtes et se perfore un poumon et doit alors abandonner la course au terme de cette étape. Ses blessures nécessitant un mois de repos complet pour se soigner, Freire doit déclarer forfait pour la course en ligne des Jeux olympiques pour laquelle il avait été sélectionné.
Après de belles performances en fin de saison, dont une troisième place de Paris-Bruxelles, il annonce que la course en ligne des championnats du monde de Fauquemont sera sa dernière compétition en tant que professionnel et rajoute que seule une victoire pourrait le faire changer d'avis. Il chute après seulement quelques kilomètres de course sans conséquence et termine dixième de l'épreuve, mettant ainsi un terme à sa carrière. Il se retire du cyclisme professionnel avec un peu d'amertume, disant qu'Alejandro Valverde n'a pas respecté la tactique de course de l'équipe d'Espagne, en faisant le sprint pour lui. Il aura tout de même été triple champion du monde en ligne, un record, et il aura gagné trois fois Milan-San-Remo.

## Style
À la différence de nombre de ses collègues, Freire est un sprinteur qui se passe volontiers d'équipiers pour se placer à l'approche de l'arrivée. Malgré sa petite taille, il est un des sprinteurs les plus craints du peloton, et compte souvent sur l'effet de surprise pour l'emporter, ce qui en fait souvent « l'homme d'un moment », selon l'expression de son manager de la Rabobank, Erik Breukink. 
La seconde particularité d'Óscar Freire est d'être un sprinteur à l'aise dans les bosses, comme le prouvent ses victoires sur la Flèche brabançonne ou ses performances dans les classiques ardennaises. Bien souvent, en plus de sa pointe de vitesse, il compte sur l'élimination de ses adversaires sprinteurs dans les difficultés du parcours. Il affirme ainsi aimer "les circuits avec quelques montées, mais pas assez longues pour devenir de grosses ascensions". Il peut même parfois compter sur sa capacité à répondre aux attaques des favoris, comme lors de ses deux titres de champion du monde acquis à Vérone. Ces caractéristiques en font également un sprinteur particulièrement à l'aise dans les sprints en côte, comme certaines étapes de Tirreno-Adriatico, notamment.
Il est parfois critiqué pour son insuffisante ardeur à l'entraînement et a admis s'entraîner peu l'hiver.

## Blessures
La carrière d'Óscar Freire a été marquée par de nombreuses blessures, notamment des douleurs chroniques au dos et à la selle, mais aussi des blessures au cou et au genou. Ces blessures le contraignent à se préserver, et l'ont souvent empêché de terminer les grands tours auxquels il a participé, et expliquent que, honnête grimpeur, il n'ait pourtant terminé que quatre courses de trois semaines.
Le 17 juillet 2009, lors de la 13e étape du Tour de France, Óscar Freire est légèrement blessé à la cuisse droite par un tir de carabine à plomb.

## Palmarès, résultats et distinctions

### Palmarès amateur
- 1996
  - Laukiz Saria
  - 2e de la Clasica Internacional Txuma
  - 3e du Tour de Tenerife
- 1997
  - Memorial Valenciaga
  - Circuito Sollube
  -  Médaillé d'argent du championnat du monde sur route espoirs
  - 5e du championnat d'Europe sur route espoirs

### Palmarès professionnel
| - 1998 - 1re étape du Tour de Castille-et-León - 3e du Circuit de Getxo - 3e de la Clásica de Almería - 3e du championnat d'Espagne sur route - 3e du Trofeo Luis Ocaña (es) - 1999 - Champion du monde sur route - 2e du Trofeo Luis Ocaña (es) - 2000 - Trofeo Mallorca - 3e étape du Tour de la Communauté valencienne - 1re et 6e étapes de Tirreno-Adriatico - 3e et 4e étapes du Tour d'Aragon - 2e et 4e étapes du Tour d'Espagne - 1re étape du Tour de la province de Lucques - 2e du Trofeo Luis Puig - 3e de Milan-San Remo - 3e de l'Escalade de Montjuïc - Médaillé de bronze du championnat du monde sur route - 5e de la Classique de Saint-Sébastien - 6e du Championnat de Zurich - 9e de l'Amstel Gold Race - 2001 - Champion du monde sur route - 4e étape du Tour d'Allemagne - 5e étape du Tour de Burgos - 2e de Paris-Tours - 2002 - Trofeo Manacor - Trofeo Soller - 2e étape du Tour de France - 3e de Tirreno-Adriatico - 5e de Milan-San Remo - 5e de l'Amstel Gold Race - 2003 - 1re et 2e étapes du Tour d'Andalousie - 7e étape de Tirreno-Adriatico - 5e étape du Tour de Catalogne - Tour de la province de Lucques : - Classement final - 1re et 2e étapes - 2e de la Flèche brabançonne - 7e de Milan-San Remo - 9e du championnat du monde sur route - 2004 - Champion du monde sur route - Trofeo Cala Millor - Trophée Luis Puig - 3e étape de Tirreno-Adriatico - Milan-San Remo - 6e étape du Tour d'Espagne - 2e de Tirreno-Adriatico - 2e du Trofeo Mallorca - 3e du Trofeo Calvia - 3e de Paris-Tours - 3e de la coupe du monde - 4e de la HEW Cyclassics - 9e du Championnat de Zurich - 2005 - Trofeo Mallorca - Trofeo Alcudia - Tirreno-Adriatico : - Classement final - 2e, 3e et 4e étapes - Flèche brabançonne - 3e du Trophée Luis Puig - 5e de Milan-San Remo - 5e de la Flèche wallonne - 10e de l'Amstel Gold Race | - 2006 - 3e étape de Tirreno-Adriatico - Flèche brabançonne - 4e étape du Tour du Pays basque - 7e étape du Tour de Suisse - 5e et 9e étapes du Tour de France - Vattenfall Cyclassics - 6e de Milan-San Remo - 2007 - Trofeo Mallorca - Tour d'Andalousie : - Classement final - 2e et 5e étapes - Milan-San Remo - Flèche brabançonne - 2e, 5e et 6e étapes du Tour d'Espagne - 2e de la Vattenfall Cyclassics - 3e de Gand-Wevelgem - 3e de Paris-Tours - 8e de l'Amstel Gold Race - 2008 - 1re, 4e et 6e étapes de Tirreno-Adriatico - Gand-Wevelgem - 1re étape du Tour de Suisse - Tour de France : - Classement par points - 14e étape - 11e étape du Tour d'Espagne - 2e de la Clásica de Almería - 8e de Milan-San Remo - 2009 - 2e et 5e étapes du Tour de Romandie - 3e de la Clásica Cancún - 2010 - Trofeo Cala Millor - Milan-San Remo - 2e et 3e étapes du Tour d'Andalousie - 1re et 2e étapes du Tour du Pays basque - Paris-Tours - 3e du Trofeo Palma de Mallorca - 6e du championnat du monde sur route - 2011 - 4e et 5e étapes du Tour d'Andalousie - 1re étape de Tirreno-Adriatico (contre-la-montre par équipes) - 2e du Trofeo Magaluf-Palmanova - 6e de l'Amstel Gold Race - 9e du championnat du monde sur route - 2012 - 4e étape du Tour Down Under - 3e étape du Tour d'Andalousie - 2e du Grand Prix E3 - 2e de la Flèche brabançonne - 3e de Paris-Bruxelles - 4e de Gand-Wevelgem - 4e de l'Amstel Gold Race - 7e de Milan-San Remo - 10e du championnat du monde sur route |  |

### Résultats sur les grands tours

#### Tour de France

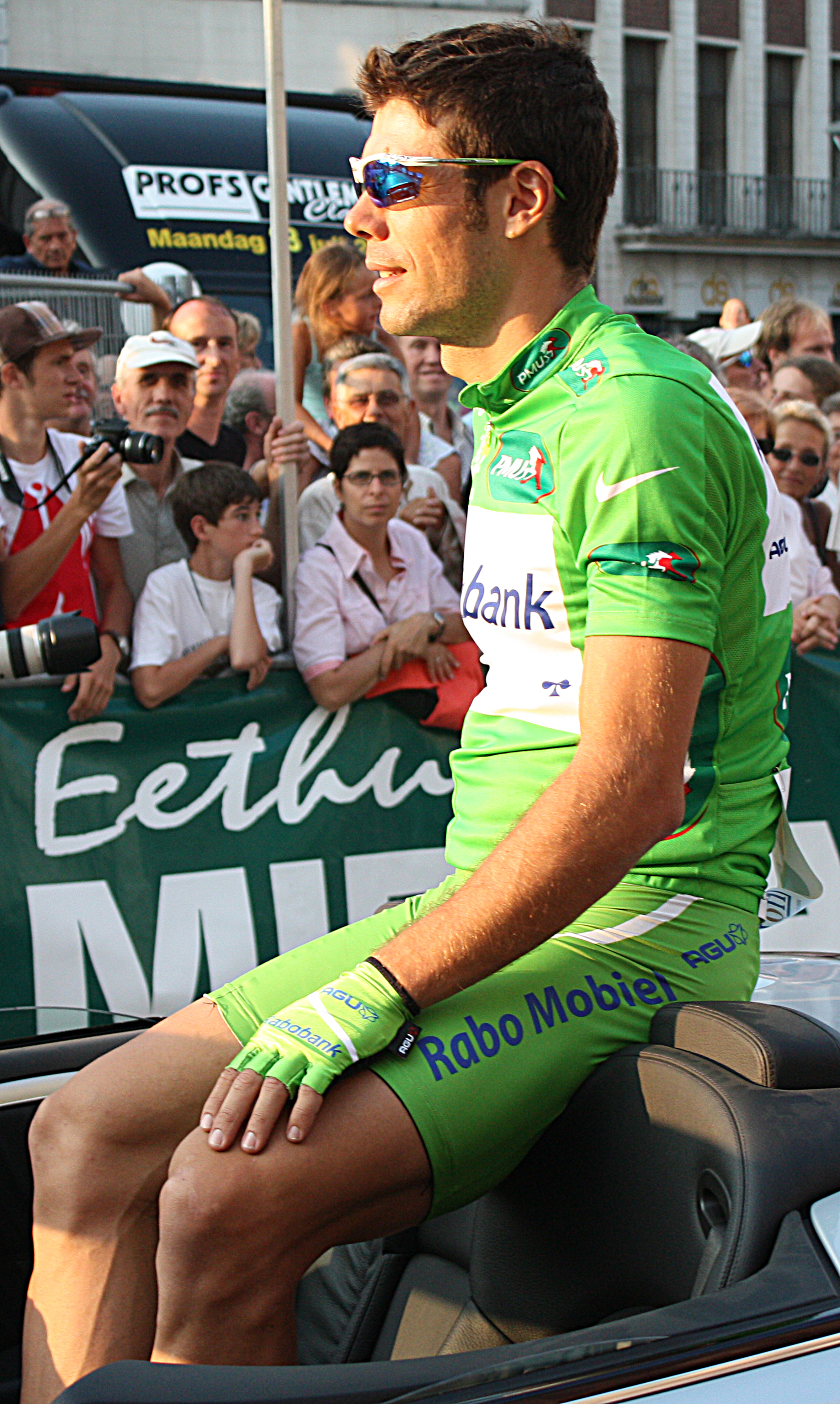
Freire a remporté le maillot vert du Tour de France 2008

8 participations
- 2002 : non-partant (8e étape), vainqueur de la 2e étape
- 2003 : 96e
- 2006 : non-partant (18e étape), vainqueur des 5e et 9e étapes
- 2007 : non-partant (7e étape)
- 2008 : 70e, vainqueur de la 14e étape,  vainqueur du classement par points
- 2009 : 99e
- 2010 : 141e
- 2012 : non-partant (7e étape)

#### Tour d'Espagne
9 participations
- 2000 : abandon (8e étape), vainqueur des 2e et 4e étapes
- 2001 : non-partant (15e étape)
- 2002 : abandon (9e étape)
- 2004 : abandon (12e étape), vainqueur de la 6e étape
- 2007 : non-partant (10e étape), vainqueur des 2e, 5e et 6e étapes,  maillot or pendant 2 jours
- 2008 : non-partant (13e étape), vainqueur de la 11e étape
- 2009 : abandon (13e étape)
- 2010 : non-partant (15e étape)
- 2011 : abandon (8e étape)

### Classements mondiaux
Jusqu'en 2004, le classement UCI concerne tous les coureurs ayant obtenu des points lors de courses du calendrier international de l'Union cycliste internationale (324 courses en 2004). En 2005, l'UCI ProTour et les circuits continentaux sont créés, ayant chacun leur classement. De 2005 à 2008, le classement de l'UCI ProTour classe les coureurs membres d'équipes ProTour en fonction des points qu'ils ont obtenus lors des courses du calendrier UCI ProTour, soit 28 courses en 2005, 27 en 2006, 26 en 2007. En 2008, le calendrier du ProTour est réduit à 15 courses en raison du conflit entre l'UCI et les organisateurs de plusieurs courses majeures. Les trois grands tours, Paris-Roubaix, la Flèche wallonne, Liège-Bastogne-Liège, le Tour de Lombardie, Tirreno-Adriatico et Paris-Nice ne sont donc pas pris en compte dans le classement ProTour 2008. En 2009 et 2010, un « classement mondial UCI » remplace le classement ProTour. Il prend en compte les points inscrits lors des courses ProTour et des courses qui n'en font plus partie, regroupées dans un « calendrier historique », soit au total 24 courses en 2009 et 26 en 2010. Ce nouveau classement prend en compte les coureurs des équipes continentales professionnelles. En 2011, l'UCI ProTour devient l'UCI World Tour et reprend dans son calendrier les courses qui l'avaient quitté en 2008. Il comprend 27 courses en 2011.
| Année                                 | 1998 | 1999 | 2000 | 2001 | 2002 | 2003 | 2004 | 2005 | 2006 | 2007 | 2008 | 2009 | 2010 | 2011 | 2012 |
| ------------------------------------- | ---- | ---- | ---- | ---- | ---- | ---- | ---- | ---- | ---- | ---- | ---- | ---- | ---- | ---- | ---- |
| Classement UCI                        | 122e | 88e  | 11e  | 40e  | 26e  | 31e  | 4e   |      |      |      |      |      |      |      |      |
| Coupe du monde                        | nc   | nc   | 6e   | nc   | 9e   | nc   | 3e   |      |      |      |      |      |      |      |      |
| UCI ProTour                           |      |      |      |      |      |      |      | 20e  | 22e  | 5e   | 23e  |      |      |      |      |
| Calendrier mondial                    |      |      |      |      |      |      |      |      |      |      |      | 94e  | 40e  |      |      |
| UCI World Tour                        |      |      |      |      |      |      |      |      |      |      |      |      |      | 95e  | 25e  |
|                                       |      |      |      |      |      |      |      |      |      |      |      |      |      |      |      |
| Légende : nc = non classéSource : UCI |      |      |      |      |      |      |      |      |      |      |      |      |      |      |      |

### Classiques et championnats du monde
| Année | Milan- San Remo | Grand Prix E3 | Gand-Wevelgem | Tour des Flandres | Flèche brabançonne | Amstel Gold Race | HEW/Vattenfall Cyclassics | Paris-Tours | Championnats du monde |
| ----- | --------------- | ------------- | ------------- | ----------------- | ------------------ | ---------------- | ------------------------- | ----------- | --------------------- |
| 1998  | -               |               | -             | -                 | -                  | 45e              | -                         | -           | 17e                   |
| 1999  | -               |               | -             | -                 | -                  | -                | -                         | -           | Vainqueur             |
| 2000  | 3e              |               | -             | -                 | -                  | 9e               | 13e                       | 44e         | 3e                    |
| 2001  | -               |               | -             | -                 | -                  | -                | -                         | 2e          | Vainqueur             |
| 2002  | 5e              |               | -             | -                 | -                  | 5e               | 25e                       | 11e         | 156e                  |
| 2003  | 7e              |               | 38e           | 30e               | 2e                 | 14e              | -                         | 42e         | 9e                    |
| 2004  | Vainqueur       |               | -             | 23e               | -                  | 14e              | 4e                        | 3e          | Vainqueur             |
| 2005  | 5e              |               | -             | -                 | Vainqueur          | 10e              | -                         | -           | -                     |
| 2006  | 6e              |               | -             | -                 | Vainqueur          | 17e              | Vainqueur                 | -           | -                     |
| 2007  | Vainqueur       |               | 3e            | 49e               | Vainqueur          | 8e               | 2e                        | 3e          | 14e                   |
| 2008  | 8e              |               | Vainqueur     | 40e               | 37e                | 19e              | -                         | 18e         | 38e                   |
| 2009  | -               |               | -             | -                 | -                  | 64e              | -                         | 5e          | 15e                   |
| 2010  | Vainqueur       |               | 12e           | -                 | 9e                 | 14e              | -                         | Vainqueur   | 6e                    |
| 2011  | 94e             |               | -             | -                 | 11e                | 6e               | -                         | 20e         | 9e                    |
| 2012  | 7e              | 2e            | 4e            | 12e               | 2e                 | 4e               | -                         | -           | 10e                   |

### Distinctions
- Mendrisio d'or : 2004